# Loch of Beith

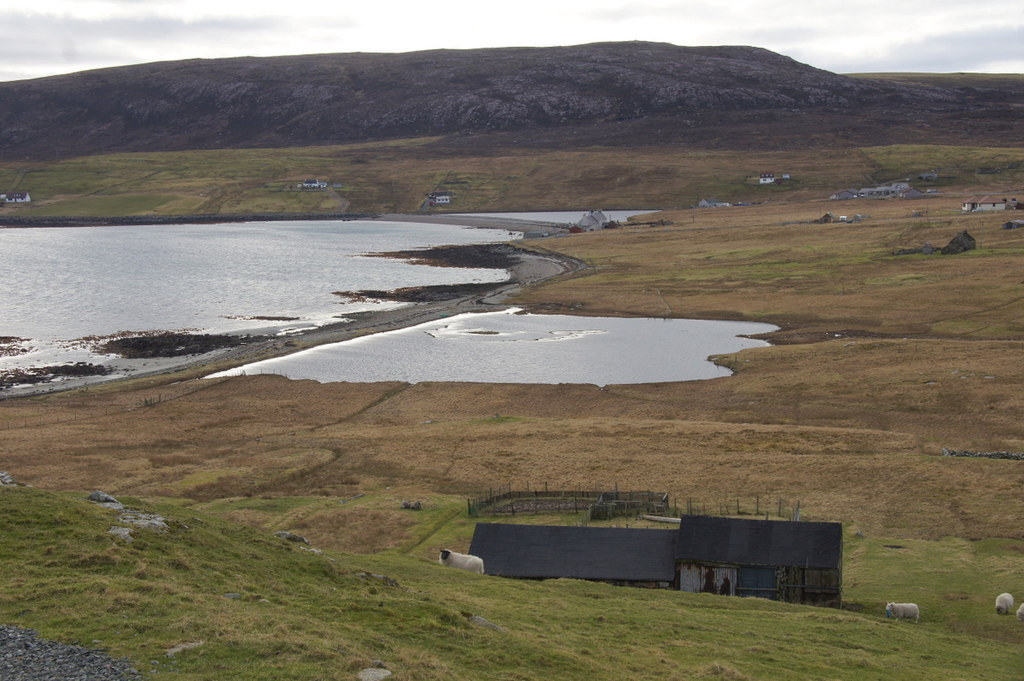
Blick auf den Loch of Beith. Dahinter der Loch of the North Haa, North Roe und die Beorgs of Skelberry

Der Loch of Beith ist ein See (Loch) im Norden von Mainland, der Hauptinsel der zu Schottland zählenden Shetlands. Wie auch der wenige hundert Meter westlich gelegene Loch of the North Haa wird er durch ein Ayre, einen kieshaltigen Strand, der hier die Form einer Nehrung annimmt, von der südlich gelegenen Meeresbucht Burra Voe, Teil des Yell Sounds, abgegrenzt. Beide stellen somit eine Lagune dar. Der rechteckige See hat etwa die Ausmaße von 100 auf 80 Meter, einziger Zufluss ist ein kleiner Bach, der etwa einen Kilometer lange Burn of Stourie. Landseitig liegen die Randbereiche der Ortschaft North Roe.